# Sing to me Mama
Pour les articles homonymes, voir Mama.
Sing to me Mama est une chanson interprétée par Karen Cheryl et sortie en 1978. 

## Ventes et classement
Selon le livre du SNEP, Sing to me Mama a dépassé les 350 000 ventes. InfoDisc estime que le disque 45 tours a été vendu à 374 000 exemplaires. D'après Top France, le titre a été classé en 36e position en 1978 en France. En Belgique, le titre a atteint la 26e position.